# Melanoplus mastigiphallus
Melanoplus mastigiphallus is een rechtvleugelig insect uit de familie veldsprinkhanen (Acrididae). De wetenschappelijke naam van deze soort is voor het eerst geldig gepubliceerd in 1941 door Strohecker.